# Super-fluevægt
Super-fluevægt er en vægtklasse i professionel boksning, der er placeret over fluevægt og under bantamvægt, dvs. mere end 112 amerikanske pund (50.802 kg) og mindre end 115 amerikanske pund (52,163 kg).
Super-fluevægt er en forholdsvis ny vægtklasse indenfor boksningen. Første officielle VM-kamp i klassen var sanktioneret af World Boxing Council og blev bokset den 2. februar 1980, da Rafael Orono i Caracas besejrede Seung Hoon Lee. Året efter anerkendte også World Boxing Association klassen, og klassen er i dag generelt anerkendt. Dog anerkender det europæiske forbund EBU ikke klassen. 
Super-fluevægt anvendes ikke i officiel amatørboksning som defineret af AIBA. Dog anvender AIBA i kvinde- og juniorboksning vægtklassen let-bantamvægt, der som super-fluevægt ligger over fluevægt og under bantamvægt.
Danskeren Johnny Bredahl var i perioden 1992-1994 anerkendt som verdensmester af bokseforbundet WBO i super-fluevægt.